# Золотце ты наше
«Зо́лотце ты на́ше» (The Little Nugget, «Маленький самородок») — роман Пи Джи Вудхауса, опубликованный в Великобритании издательством Methuen & Co 18 августа 1913 года, в США — издательством W.J. Watt and Co. 10 февраля 1914 года. До этого в январе-марте 1913 года роман печатался с продолжением в британском журнале Captain (в августе того же года — в американском журнале Munsey). Огден Форд и его мама Неста появляются пять лет спустя в романе «Piccadilly Jim» (1918).
На русском языке роман «The Little Nugget» был опубликован под заголовком «Золотце ты наше» в 2004 году издательством «Остожье» в переводе И. Митрофановой.

## Персонажи
- Неста (миссис Элмер Форд) — бывшая жена американского миллионера: пытается организовать похищение своего сына Огдена, с которым по решению суда разлучена, и которого боготворит.
- Лорд Маунтри — обаятельный чудак, учившийся в Оксфорде с Питером; немедленно попадает под обаяние Синтии, на которой в конечном итоге и женится.
- Огден («Золотце») Форд — во всех отношениях крайне неприятный 14-летний отпрыск миллионера Форда, за которым охотятся американские похитители, связывающие с успехом большой выкуп (отсюда прозвище: «Маленький самородок»).
- Мисс Синтия Драссилис — красивая, по-своему открытая и искренняя, но холодная и расчётливая невеста Питера: это ей принадлежит идея направить жениха работать в школу, чтобы тот оттуда похитил Огдена.
- Питер Бёрнс — главный герой романа, обручен с Синтией, но любит Одри, которая ушла от него пять лет назад к другому. Состоятельный, умный, привлекательный и благородный джентльмен, Питер по просьбе невесты становится помощником директора в Санстед-хаусе, престижном закрытом интернате. Первоначальное его намерение — похитить «Золотце» ради Синтии — вскоре сменяется столь же твердой решимостью сохранить его ради Одри.
- Одри Блэйк (миссис Шеридан) — очаровательная героиня, по глупому капризу покинувшая три года назад Питера и вышедшая за (вскоре умершего) художника Шеридана, крайне недостойного человека. По удивительному совпадению оказывается гувернанткой «Золотца»; более всего боится, что мальчика похитят, а она — лишится работы.
- Глоссоп — мрачный и неудачливый во всех отношениях коллега Питера.
- Уайт — пожилой и на вид весьма респектабельный дворецкий в школе. Оказывается знаменитым похитителем по имени Smooth Sam. Хитрый и предприимчивый, но по-своему благородный, он привязывается к Питеру, с которым — в своих нескончаемых попытках похитить Огдена — вынужден соперничать.
- Бак Макгиннес — похититель-конкурент из Чикаго: обладатель крайне примитивных манер и качеств; в соперничестве с Питером и Сэмом терпит сокрушительное поражение (дважды ломает ногу).